# ドバイデューティーフリー
ドバイデューティーフリー（Dubai Duty Free、略称DDF）はドバイ国際空港に本社を置く世界最大規模の空港免税店。DDFはインベストメント・コーポレーション・オブ・ドバイが所有。2014年度の売上高は19億1000万米ドル。
DDFは全世界の顧客に5％の税を免除する。1983年12月に会社設立。毎月開催される賞金100万ドルの宝くじ『ミレニアム・ミリオネア』や不定期で車やバイクが1台が当たる『ファイネストサプライズ』の開催など。また2月に開催されるドバイショッピングフェスティバルの実施も行っている。実際、2015年9月24日放送の日本テレビ『ぐるナイ』でゴチ16でピタリ賞を獲得した岡村隆史がミレニアム・ミリオネアを約20枚購入したが、結果ハズレとなった。
DDFはテニスの『ドバイデューティーフリー・テニス選手権』、アイルランドで開催されるヨーロピアンツアーの大会『アイリッシュ・オープン』のタイトルスポンサーを務めるなど、スポーツのスポンサー活動も積極的である。